# Chrysomantis cachani
Chrysomantis cachani är en bönsyrseart som beskrevs av Roger Roy 1964. Chrysomantis cachani ingår i släktet Chrysomantis och familjen Hymenopodidae. Inga underarter finns listade i Catalogue of Life.